# René Magritte
René François Ghislain Magritte, född 21 november 1898 i Lessines, död 15 augusti 1967 i Bryssel, var en belgisk målare, tecknare, grafiker och skulptör. Han var ett av de mest kända namnen inom surrealismen och blev inte minst känd för lekfulla målningar som ifrågasätter givna sanningar.

## Biografi
René Magritte hade en svår barndom. Han hade en mor som flera gånger försökte ta livet av sig och som när René var 13 år slutligen lyckades.
Han studerade 1916–1918 vid Bryssels konstakademi och kom snabbt i kontakt med flera av tidens nya konstnärliga trender, inklusive dadaismen och surrealismen. I sina tidiga verk (cirka 1920) hade han tagit starkt intryck av futurismen och kubismen.
Magritte blev 1924 bekant med Giorgio de Chirico, vars visioner klargjorde för honom "poesins överlägsenhet över måleriet". Det året bildade han tillsammans med poeten och kollagekonstnären Édouard Mesens (1903–1971) samt ytterligare några andra en konstnärsgrupp med surrealistisk inriktning. Året efter grundade dessa två även tidskrifterna Oesophage och Marie. Här breddade man presentationen av surrealismen för en belgisk publik.
Under 1920-talet livnärde sig Magritte med arbete för en tapetfabrik och samtidigt med uppdrag som reklamtecknare. Magritte reste 1927 till Paris, där han bodde i tre år och slog sig samman med andra surrealister. Därefter bosatte han sig i Bryssel för återstoden av sitt liv. 
Under denna tid utvecklade Magritte sin egen personliga stil. Denna utgjordes av konventionellt och nästan akademiskt utförda målningar men med poetiska idéer i en starkt modern stil. Vardagliga ting återges i målningarna noggrant, men helheten kan vara närmast absurd. Magritte ställde ofta bild och text i relation till varandra, för att utmana förhållandet mellan det betecknande och det betecknade. Samtidigt inrymmer verken både lekfullhet och humor, och i hans skulpturer kommenteras ofta verk av andra konstnärer.
I målningarna antyds en mystisk och okänd närvaro, eller tilldragelse av mer än det som är synligt. Ett exempel är Den hotade mördaren (1926). Han ville med sin konst utmana betraktarens förutfattade mening om verkligheten, och han skulle komma att bli känd för sina tankeväckande målningar.
Magrittes "magiska realism" förändrades mycket litet under hans karriär. Den framtäder tydligt i bland annat Bildernas opålitlighet (1928-1929), en strävan att bryta ned identiteten, Människans villkor I (1933), som ställer ett verkligt rumsdjup mot en målad illusion av djup – trompe l'œil, Hotfullt väder (1928), Eldstegen I (1933), Slottet i Pyrenéerna (1959) och Storhetsvansinne (1961).
Det var inte förrän efter andra världskriget som Magrittes målningar blev allmänt kända. Den retrospektiva utställningen 1965 på Museum of Modern Art i New York, samt efterföljande stora utställningar i London och Paris, bekräftade bilden av honom som en av de mest betydande surrealistiska målarna. 
Han avled den 15 augusti 1967 av cancer i bukspottkörteln.

## Eftermäle
Magrittes karakteristiska stil har utövat ett stort inflytande även på affischkonst, reklam och grafisk formgivning. Paul Simons låt "Rene and Georgette Magritte with Their Dog after the War" (från 1983 års Hearts and Bones) är mer eller mindre en hyllning till Magrittes konstnärskap, utförd i surrealistisk stil.
Asteroiden 7933 Magritte är uppkallad efter honom.

## Representation
Magritte är representerad vid ett stort antal internationella museer. Dessa inkluderar Moderna museet, Statens Museum for Kunst, British Museum, Museum of Modern Art, Saint Louis Art Museum, Metropolitan Museum, Musées royaux des Beaux-Arts de Belgique, Museum Boijmans Van Beuningen, Auckland Art Gallery, Cleveland Museum of Art, Nelson-Atkins Museum of Art, National Gallery of Victoria, Art Institute of Chicago, Guggenheimmuseet, Philadelphia Museum of Art, Smithsonian American Art Museum, San Francisco Museum of Modern Art, Minneapolis Institute of Art, Tate Modern, National Gallery of Art, Thyssen-Bornemisza National Museum, Yale University Art Gallery, J. Paul Getty Museum, Museo Reina Sofía, Musée Magritte och National Gallery of Canada.